# Porz (dzielnica)
Porz, Köln-Porz – dzielnica miasta Kolonia w Niemczech, w okręgu administracyjnym Porz, w kraju związkowym Nadrenia Północna-Westfalia, na prawym brzegu Renu.